# Alexander Sgonina
Alexander Sgonina (geb. Willi Alexander Godenrath; * 1943 in Berlin) ist ein deutscher Bildhauer.

## Leben und Werk
Godenraths Mutter war die alleinstehenden Sekretärin Valeska Godenrath. Er wurde 1946 von Richard Sgonina und dessen Ehefrau Gertrud adoptiert. Von 1956 bis 1961 gehörte er zu den ersten Schülern der Kadettenschule Naumburg. Danach war er von 1962 bis 1964 Offiziersschüler an der Offiziershochschule der Luftstreitkräfte/Luftverteidigung in Kamenz. Von 1964 bis 1965 machte er eine Lehre als Funkmechaniker im Funkwerk Köpenick, und von 1965 bis 1971 studierte er an der TU Dresden Physik. Danach arbeitete er bis 1974 am Institut für Hochenergiephysik der Akademie der Wissenschaften der DDR in Zeuthen. 1973 promovierte er mit einem Thema der Kernphysik.
Von 1974 bis 1976 arbeitete Sgonina in Berlin als Beleuchter am Deutschen Theater. Ermutigt von Werner Stötzer studierte er von 1976 bis 1981 Plastik bei Wilfried Fitzenreiter, Friedrich B. Henkel, Siegfried Krepp und Karl-Heinz Schamal an der Kunsthochschule Berlin-Weißensee. Seitdem arbeitet er freiberuflich als Bildhauer, erst in Berlin, dann in Neuenhagen und jetzt in Zempin. Als Mentorin für seine Aufnahme in Verband Bildender Künstler der DDR fungierte Emerita Pansowová. Neben dem Wirken als Plastiker betätigt Sgonina sich auch als Zeichner und Grafiker, vor allem als Holzschneider.
Sgonina hatte 1986 in der Berliner Galerie Mitte seine erste Einzelausstellung und in der Folge eine bedeutende Zahl von Einzelausstellungen und Ausstellungsbeteiligungen.
1998 erhielt er den Förderungspreis der Akademie der Künste zum Kunstpreis Berlin. Werke Sgoninas befinden sich u. a. in öffentlichen und wichtigen privaten Sammlungen.

## Rezeption
„Sein Schaffen gliedert sich in verschiedene Werkgruppen. Da sind zunächst die traditionell erscheinenden Figuren und Porträts, die sich bei längerem Hinschauen als sorgsam aufgebaute plastische Gebilde erweisen. Daneben stehen abstrahierte Arbeiten […] die bis zu konstruktiv anmutenden Gestängeobjekten und Raumgebilden reichen.
[…] Im Zentrum seiner Arbeit stehen die aus dem Ton oder auch dem Beton heraus entwickelten menschlichen Körper, die er fast immer In ihrer Ganzheit und nur in Ausnahme als Torso bildet.“

## Museen und öffentliche Sammlungen mit Werken Sgoninas (unvollständig)
- Berlin: Berlinische Galerie[2][3]
- Berlin: Kupferstichkabinett

## Weitere Werke (Auswahl)
- Stehende auf einem Bein (1985, Beton, 60 cm)[4]
- Raumstruktur – „Hesperiden“ (1987)
- Warten I (1988, Beton, Farbe, 42 cm)[5]
- Raumstruktur – Stehende Figur I (1989, Beton, Farbe, 163 cm)[6]